# Тутолмина, Софья Петровна
Софья Петровна Тутолмина (урождённая графиня Панина; 18 октября 1772 — 22 мая 1833) —  жена сенатора И. В. Тутолмина; кавалерственная дама ордена Святой Екатерины (18.04.1816).

## Биография
Единственная дочь графа Петра Ивановича Панина от брака его с Марией Родионовной  Ведель. Потеряв мать в трёхлетнем возрасте, была воспитана отцом, жила с ним в Москве или в его имениях. Будучи   девицей, осиротела, и её брат Никита не без труда отстоял сестру от опеки почтенной, но деспотичной тётки, графини Анны Чернышёвой. После смерти отца жила в московском доме графа В. Г. Орлова, дочь которого в 1790 году стала женой Никиты Панина. Будучи богатой наследницей, считалась завидной невестой. 
В 1792 году по желанию князя Н. В. Репнина была помолвлена с бригадиром Дмитрием Александровичем Новосильцевым (1758—1835) и по вопросу брака обращалась к императрице Екатерине II. Об этой свадьбе много говорили в обществе «pour et contre» (за и против), но в самый последний момент она была отменена. В присутствии гостей, собравшихся в имение Дугино для венчания, графиня Панина объявила, что «нрав её с женихом не сходен, и что она, не завися ни от кого, не хочет себя сделать несчастливой». Говорили, что жениха прельщало только богатство и знатность, и дело расстроилось из-за его неосторожности. Стоя у зеркала невесты, он ей посмел сказал «куды графиня, как ты дурна». В городе же шептались, будто жених приревновал невесту к князю Я. И. Лобанову, к которому она часто ездила в гости. После князь  Репнин пытался устроить её брак с Дмитрием Фёдоровичем Козловым (1756—1802), будущим сенатором, но отвергнув и этого жениха, Софья Петровна выбрала себе мужа сама.
14 апреля 1794 года графиня Панина вышла замуж за Ивана Васильевича Тутолмина (1760—1839) и, по словам современника, жила с ним довольно хорошо. Супруги проживали в основном в Царском Селе или в Петербурге в нанятом доме на Моховой. За заслуги мужа 18 апреля 1816 года была пожалована в  кавалерственные дамы ордена Св. Екатерины (меньшого креста). В браке детей не имела, но в пасхальную ночь с 9 на 10 апреля 1832 года, на крыльцо дома Тутолминых был подброшен мальчик около года от рождения. Ребёнок остался у них на воспитание и завоевал особенную любовь у бездетной Софьи Петровны. Она дала ему имя Алексей Андреевич Пасхин (1831—1863) и завещала ему весьма хорошее состояние. 
Скончалась Тутолмина от рака 22 мая 1833 года в Москве и была похоронена в Донском монастыре. А. Я. Булгаков писал брату:

«Я воротился очень поздно с похорон Тутолминой. Множество было народу, и народ все крупный, все власти, Сенат и множество дам, слёз было довольно, хотя давно начали оплакивать покойницу. От дома до церкви несли гроб на себе граф Никита Панин, Иван Васильевич и прочие родственники. Митрополит Филарет шёл пешком от дома до церкви. Живая не хороша была Софья Петровна, а теперь, в гробу, страшна; вонь нестерпимая, ибо живая уже портиться начала. Мучения её были столь ужасны, что она призывала смерть и Бога о том молила. Печения мужа и родных столь её трогали, что она часто повторяла: «Я умираю в блаженстве, жалею о вас, мои милые; но обо мне не жалейте, желайте моей кончины». 37 лет жила она с добрым и кротким мужем своим».